# قهرمانی شطرنج جهان

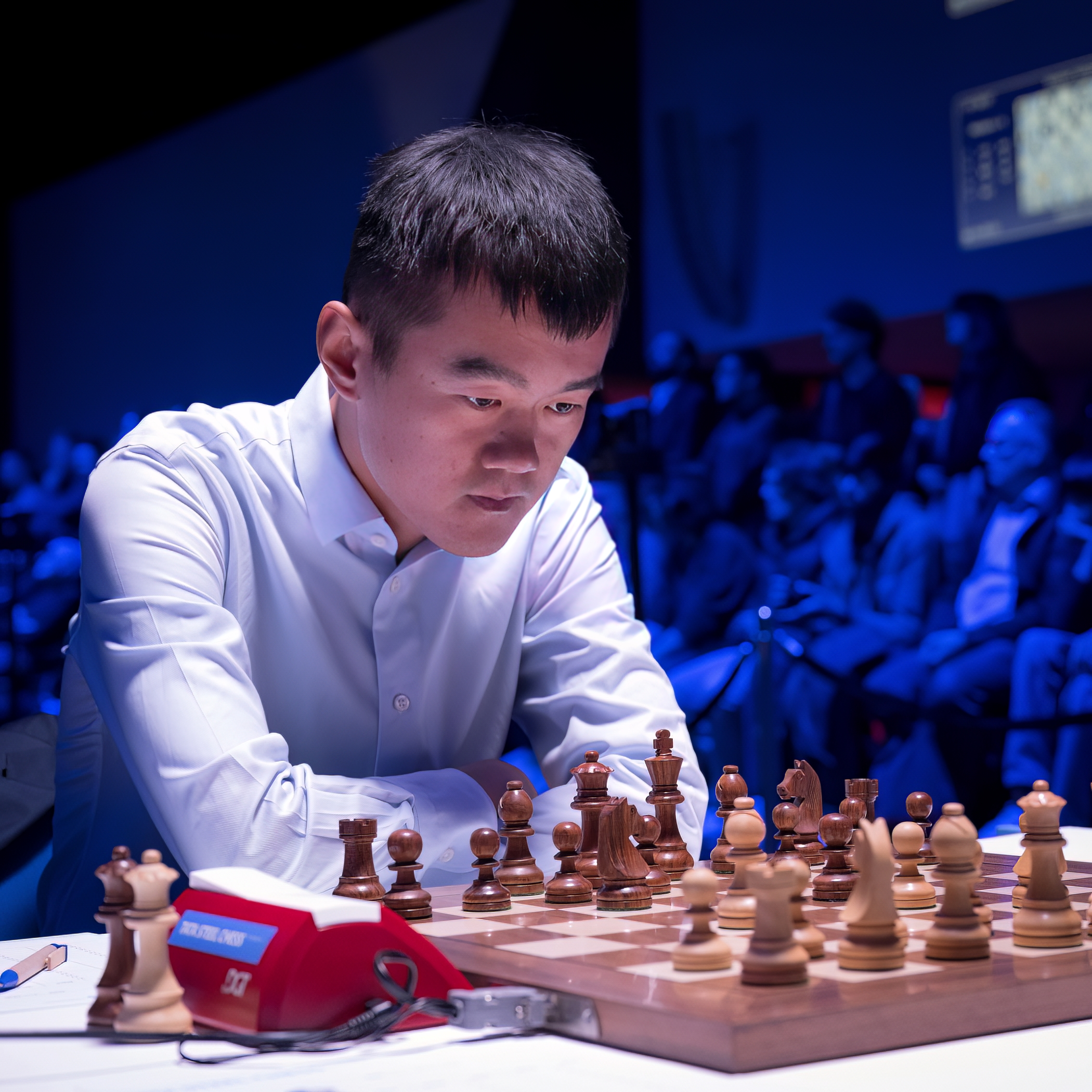
دینگ لیرن قهرمان قبلی شطرنج جهان (۲۰۲۳)

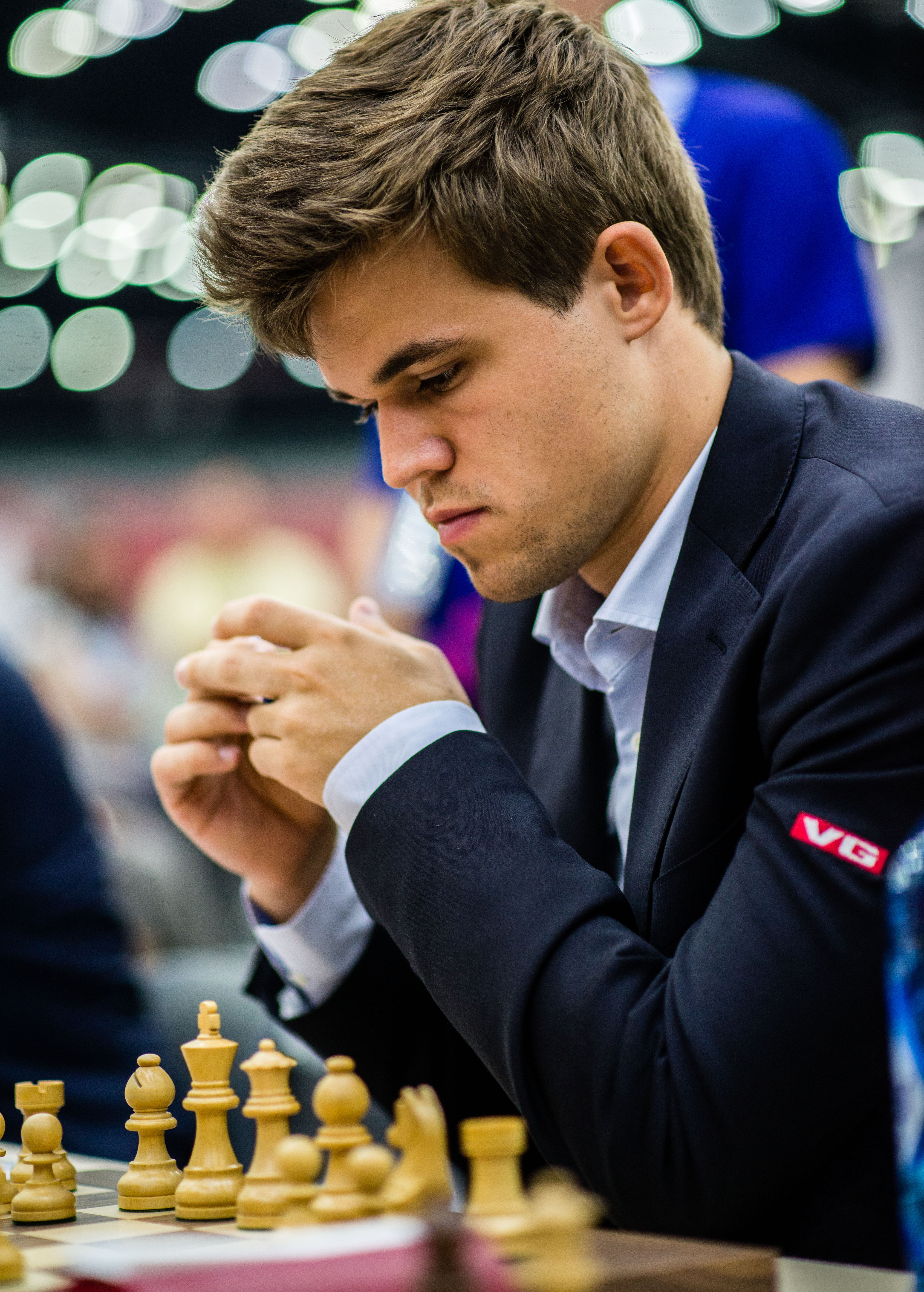
ماگنوس کارلسن، قهرمان پیشین شطرنج جهان

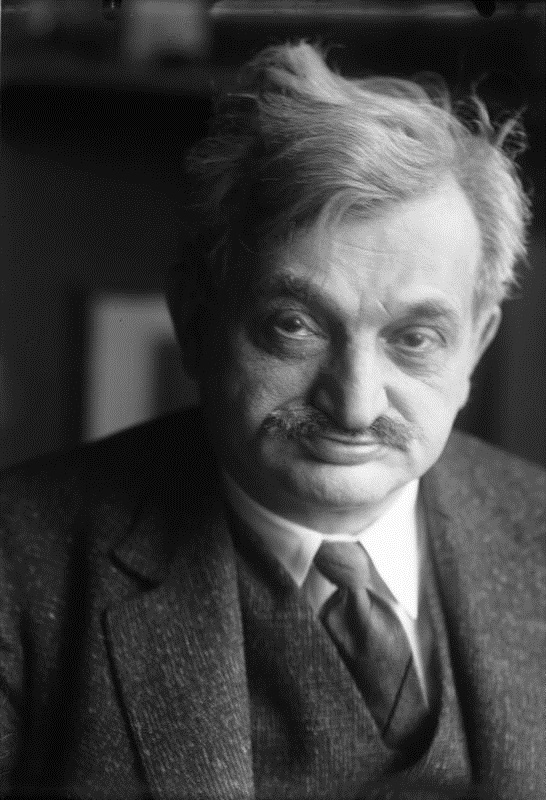
امانوئل لاسکر رکورد دار قهرمانی مکرر، با ۲۷ قهرمانی پی در پی

قهرمانی شطرنج جهان (World Chess Championship) رقابتی برای تعیین بهترین شطرنج‌باز جهان است. مردان و زنان در هر سنی شایستگی تصاحب این عنوان را دارند. پس از کناره‌گیری مگنوس کارلسن از دفاع عنوان قهرمانی خود، استادبزرگ دینگ لیرن از کشور چین، قهرمان کنونی شطرنج جهان شد.
پس از او دومارجو گوکش هندی توسط شکست رسمی قهرمان جهان در مسابقات به این درجه نائل شد
باور عمومی اولین رقابت رسمی قهرمانی شطرنج جهان را در سال ۱۸۸۹ می‌داند که دو بازیکن برتر اروپا در آن هنگام یعنی ویلهلم اشتاینیتس و یوهان چین یک رویارویی مستقیم را برگزار کردند. از ۱۸۶۶ تا ۱۹۴۸ این قهرمان جهان بود که شرایط برگزاری مسابقه را تعیین می‌کرد، شخصی که قهرمان جهان را به رقابت می‌طلبید باید مبلغ قابل توجهی برای برگزاری مسابقه فراهم می‌کرد و در صورت پیروزی در یک رویارویی مستقیم که از تعداد زیادی مسابقه تشکیل می‌شد قهرمانی را به دست می‌آورد. از ۱۹۴۸ تا ۱۹۹۳ این مسابقه با نظارت فیده، فدراسیون جهانی شطرنج برگزار می‌شد اما در سال ۱۹۹۳ گری کاسپارف قهرمان وقت جهان از فیده خارج شد و مسابقهٔ قهرمانی جهان خود را خارج از نظارت فیده برگزار کرد. از آن زمان تا سال ۲۰۰۶ دو قهرمان شطرنج جهان وجود داشت، یکی قهرمان جهان از نظر فیده که در مسابقهٔ رسمی قهرمانی جهان فیده مشخص می‌شد و یکی قهرمان سنتی شطرنج جهان که به روش سنتی شکست قهرمان پیشین در یک رویارویی مستقیم برای قهرمانی جهان تعیین می‌شد. در سال ۲۰۰۶ این دو عنوان با برگزاری مسابقهٔ قهرمانی جهان ۲۰۰۶ دوباره متحد شدند.
قهرمان فعلی جهان استاد بزرگ گوکش هست و دارای رکورد جوانترین استاد بزرگ که به این مقام رسیده (۲۰۲۴)
قهرمان قبلی شطرنج جهان دینگ لیرن بود  قهرمان قبل ماگنوس کارلسن بود که در سال ۲۰۱۳ با غلبه بر ویسواناتان آناند، قهرمان پنج دوره جهان، موفق به کسب این عنوان شد. وی در سالهای ۲۰۱۴، ۲۰۱۶، ۲۰۱۸ و ۲۰۲۱ نیز به ترتیب با کسب پیروزی مقابل ویسواناتان آناند، سرگئی کاریاکین، فابیانو کاروانا و یان نپومنیاشی توانست مقام قهرمانی شطرنج جهان را برای خود حفظ کند. اما کارلسن در سال ۲۰۲۳ از دفاع از عنوان قهرمانی خود امتناع کرد.
علاوه بر این عنوان، رقابت‌های دیگری با نام‌های قهرمانی شطرنج زنان جهان، جوانان (زیر ۲۰ سال)، رده‌های سنی مختلف ۸ تا ۱۸ سال، پیشکسوتان و کامپیوترها برگزار می‌شود. کامپیوترهای شطرنج‌باز حق شرکت در رقابت اصلی قهرمانی جهان را ندارند.

## قوانین بازی
مسابقه قهرمانی جهان شامل چهارده (۱۴) دور بازی بین دو کاندیدا نهایی است. کنترل زمان برای هر بازی ۱۲۰ دقیقه برای ۴۰ حرکت اول، ۶۰ دقیقه برای ۲۰ حرکت بعدی و سپس ۱۵ دقیقه برای بقیه بازی، با افزایش ۳۰ ثانیه در هر حرکت از حرکت ۶۱ است.

## قهرمانان بی‌رقیب ۱۸۸۶–۱۹۹۳
| ردیف | نام                   | سال                           | کشور                                         | سن                |
| ---- | --------------------- | ----------------------------- | -------------------------------------------- | ----------------- |
| ۱    | ویلهلم اشتاینیتس      | ۱۸۸۶–۱۸۹۴                     | اتریش-مجارستان ( بوهم) · ایالات متحده آمریکا | ۵۰–۵۸             |
| ۲    | امانوئل لاسکر         | ۱۸۹۴–۱۹۲۱                     | امپراتوری آلمان                              | ۲۶–۵۲             |
| ۳    | خوزه رائول کاپابلانکا | ۱۹۲۱–۱۹۲۷                     | کوبا                                         | ۳۳–۳۹             |
| ۴    | الکساندر آلخین        | ۱۹۲۷–۱۹۳۵ ۱۹۳۷–۱۹۴۶           | جمهوری سوم فرانسه روس‌های مهاجر               | ۳۵–۴۳ ۴۵–۵۴       |
| ۵    | ماکس اویوه            | ۱۹۳۵–۱۹۳۷                     | هلند                                         | ۳۴–۳۶             |
| ۶    | میخائیل بتوینیک       | ۱۹۴۸–۱۹۵۷ ۱۹۵۸–۱۹۶۰ ۱۹۶۱–۱۹۶۳ | اتحاد جماهیر شوروی (روسیه)                   | ۳۷–۴۶ ۴۷–۴۹ ۵۰–۵۲ |
| ۷    | واسیلی اسمیسلوف       | ۱۹۵۷–۱۹۵۸                     | اتحاد جماهیر شوروی (روسیه)                   | ۳۶                |
| ۸    | میخائیل تال           | ۱۹۶۰–۱۹۶۱                     | اتحاد جماهیر شوروی (لتونی)                   | ۲۴                |
| ۹    | تیگران پتروسیان       | ۱۹۶۳–۱۹۶۹                     | اتحاد جماهیر شوروی (ارمنستان)                | ۳۴–۴۰             |
| ۱۰   | بوریس اسپاسکی         | ۱۹۶۹–۱۹۷۲                     | اتحاد جماهیر شوروی (روسیه)                   | ۳۲–۳۵             |
| ۱۱   | بابی فیشر             | ۱۹۷۲–۱۹۷۵                     | ایالات متحده آمریکا                          | ۲۹–۳۲             |
| ۱۲   | آناتولی کارپف         | ۱۹۷۵–۱۹۸۵                     | اتحاد جماهیر شوروی (روسیه)                   | ۲۴–۳۴             |
| ۱۳   | گری کاسپارف           | ۱۹۸۵–۱۹۹۳                     | اتحاد جماهیر شوروی (آذربایجان) · روسیه       | ۲۲–۳۰             |

| رتبه | نام              | سال       | کشور      | سن    |
| ---- | ---------------- | --------- | --------- | ----- |
| ۱    | آناتولی کارپف    | ۱۹۹۳–۱۹۹۹ | روسیه     | ۴۲–۴۸ |
| ۲    | الکساندر خالیفمن | ۱۹۹۹–۲۰۰۰ | روسیه     | ۳۳    |
| ۳    | ویسواناتان آناند | ۲۰۰۰–۲۰۰۲ | هند       | ۳۱–۳۳ |
| ۴    | روسلان پونوماریف | ۲۰۰۲–۲۰۰۴ | اوکراین   | ۱۹–۲۱ |
| ۵    | رستم قاسم‌جانف    | ۲۰۰۴–۲۰۰۵ | ازبکستان  | ۲۵    |
| ۶    | وسلین توپالف     | ۲۰۰۵–۲۰۰۶ | بلغارستان | ۳۰    |

| # | نام              | سال       | کشور  | سن    |
| - | ---------------- | --------- | ----- | ----- |
| ۱ | گری کاسپارف      | ۱۹۹۳–۲۰۰۰ | روسیه | ۳۰–۳۷ |
| ۲ | ولادیمیر کرامنیک | ۲۰۰۰–۲۰۰۶ | روسیه | ۲۵–۳۱ |